# Zlatko Mateša
Zlatko Mateša (Zágráb, 1949. június 17.) horvát politikus, a Horvát Köztársaság 6. miniszterelnöke 1995 novembere és 2000 januárja között. Jelenleg a Horvát Olimpiai Bizottság elnöke és Mongólia tiszteletbeli konzulja Horvátországban.

## Élete
Mateša Zágrábban, az akkori Jugoszláv Szövetségi Népköztársaságban született és nőtt fel, és a Zágrábi Egyetemen szerzett jogi diplomát 1974-ben. 1978-tól dolgozott az INA-nál, ahol a ranglétrán keresztül az igazgatóhelyettesi pozícióig jutott. 1978 és 1985 között az INA kereskedelmi üzletág vezetője, 1990 és 1992 között az INA tulajdonában lévő vállalatok irányításáért felelős vezérigazgató-helyettese volt. Közben 1990-ben a Zágrábi Egyetemen mesterdiplomát szerzett.

## Politikai pályája
1990-ben lépett a politikai színtérre, és vele együtt belépett barátaival, Nikica Valentić-tyal, Mladen Vedriš-sel és Franjo Gregurić-tyal együtt a HDZ magas rangú tagja lett. Franjo Tuđman elnök 1995. november 4-én az ország miniszterelnökévé nevezte ki. A Mateša-kormányra talán leginkább a hozzáadottérték-adó bevezetése miatt emlékeznek, amelyről még az előző kormány döntött, de 1996-ban, Mateša kormányzása alatt lép életbe. 1998-ban minden termékre 22%-ban rögzítették az adó mértékét. A Mateša-kabinet pénzügyminisztere Borislav Škegro volt. A 2000-es horvát parlamenti választáson beválasztották a parlamentbe, és 2003 végéig volt képviselő. A horvát parlament NATO-küldöttségének és gazdasági bizottságának tagja volt. 2002 óta Mateša a Horvát Olimpiai Bizottság (HOO) elnöke 2009-ben a Pekingi Sport Egyetemen Ph.D. fokozatot szerzett.

## Fordítás
Ez a szócikk részben vagy egészben  a   Zlatko Mateša című angol Wikipédia-szócikk ezen változatának fordításán alapul.  Az eredeti cikk szerkesztőit annak laptörténete sorolja fel. Ez a jelzés csupán a megfogalmazás eredetét és a szerzői jogokat jelzi, nem szolgál a cikkben szereplő információk forrásmegjelöléseként.